# Palacio de Justicia de Bata
El Palacio de Justicia de Bata es un edificio localizado en la ciudad de Bata, capital de la provincia Litoral en la región continental (también llamada Río Muni) del país africano de Guinea Ecuatorial.
Fue inaugurado en 2011, entre otros tribunales alberga los referidos al ámbito militar. Su construcción fue encargada por el gobierno de Guinea Ecuatorial a varias empresas extranjeras entre ellas "Disano Illuminazione" y "Horizon Construcción".